# 송캐처
송캐처(Songcatcher)는 미국에서 제작된 매기 그린월드 감독의 2000년 드라마 영화이다. 자넷 맥티어 등이 주연으로 출연하였고 리처드 밀러 등이 제작에 참여하였다.

## 출연

### 주연
- 자넷 맥티어
- 에이단 퀸

### 조연
- 팻 캐럴
- 제인 아담스

## 제작진
- 공동제작: 제니퍼 로스
- 미술: 긴저 토가스
- 의상: 카시아 월릭카 메이몬
- 배역: 엘렌 파크스

## 같이 보기
- 포크 음악